# François Noel
Pour les articles homonymes, voir François Noël (homonymie) et Noël (homonymie).
François Noël, dit François Silatan, né à Laval, religieux dominicain au couvent des Dominicains de Laval, religieux et écrivain français du XVIIe siècle.

## Biographie
Il a signé de l'anagramme latin de son nom Silatan un traité de physique intitulé L'Interprète de la nature, qu'il dédia à Hubert de Champagne, marquis de Villaines, et qu'imprima à Laval, en 1655, Jean Ambroise. Du reste, l'auteur avoue qu'il s'est servi d'un ouvrage latin, Interpres naturae, dont il a voulu mettre la doctrine à la portée des bons esprits qui n'entendent pas le latin. C'est en huit livres la physique d'Aristote et de saint Thomas d'Aquin, témérairement soutenue, même dans ses systèmes les plus solidement réfutés déjà. 
Il avait fait paraître à La Flèche une édition latine de sa physique aristotélicienne quatre ans avant l'édition française sous ce titre : interpres naturae, sive arcana physica septem libris comprehensa. Flexiae, apud Georgium Griveau, 1653, in 8°, œuvre du Père Etienne (sic) Noël, ajoute dans son Histoire de l'imprimerie à la Flèche, M. de la Bouillerie, sans doute d'après une note du volume.
Il paraît que l'ouvrage, rajeuni par un titre nouveau La physique morale d'Aristote ou de saint Thomas, ou la Science de la nature et connoissance des plus belles choses du monde, fut mis en vente à Paris chez Loyson, avec la date 1657. Le dominicain Florent Ranciat, de Laval, et M. Cheüe, licencié en théologie avait approuvé L'Interprète de la nature en 1655 et le 5 juillet 1656. On ne sait rien de la vie de François Noël, mais sa famille a laissé quelques souvenirs à Laval.

## Publications
- L'interprète de la nature ou la science physique tirée d'Aristote et de Saint Thomas et de l'expérience, divisée en 8 livres, par François Silatan. A Laval par Jean Ambroise, imprimeur du roi et de Monseigneur le duc de la Trémoille. 1655. Avec privilège de sa majesté. in-4 de 3 feuillets non paginés pour la dédicace à Haut et puissant seigneur Messire Hubert de Champagne, etc., et l'avis du lecteur, 499 p., une page d'errata, quatre feuillets de table, et une page pour l'approbation des deux docteurs[2].
- La Physique morale d'Aristote et de St Thomas, ou la Science de la nature et connoissance des plus belles choses du monde, ouvrage académique par F. Silatan. E. Loyson, 1657.

## Source
- « François Noel », dans Alphonse-Victor Angot et Ferdinand Gaugain, Dictionnaire historique, topographique et biographique de la Mayenne, Laval, A. Goupil, 1900-1910 [détail des éditions] (BNF 34106789, présentation en ligne)
- Abbé Angot, « Histoire de l'imprimerie à Laval jusqu'en 1789 », Laval, imprimerie L. Moreau, 1892, extrait du Bulletin historique et archéologique de la Mayenne, 2e série, t. 6, 1893.